# 鄧鏗

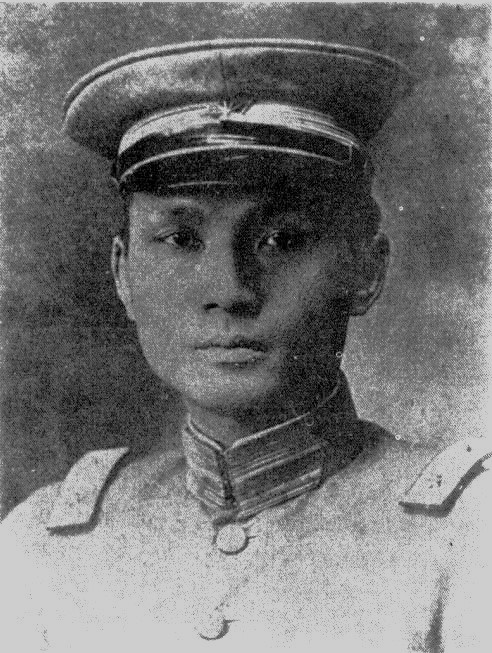

鄧鏗（1886年—1922年3月23日），又名仕元，字仲元。廣東惠陽人。中國軍人，陸軍上將，革命家，中華民國建國元勳之一。

## 生平

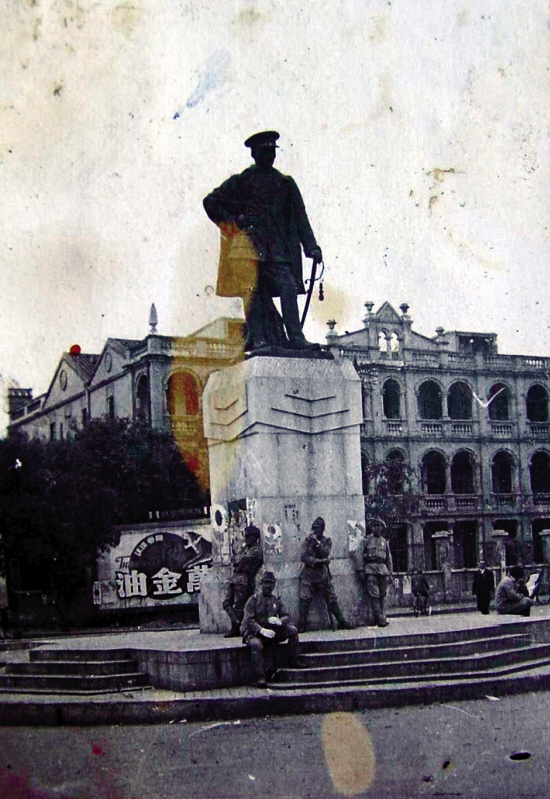
廣九鐵路大沙頭站的鄧鏗像，該處就是其被行刺的地方。該像後來被當局移位至黃花崗的鄧仲元墓旁。

1905年廣州將弁學堂畢業，後留校任教，任學兵營排長。後加入同盟會，1911年4月在廣州參加由黃興領導之黃花崗起義，失敗後避往香港。辛亥革命武昌起義後，於10月底與陳炯明等往東江率領民軍起義，11月1日，陈炯明、邓铿在南洋粤侨的资助下于惠州淡水组织起一支8000 余人的革命武装，号称“循军”，以“蓝底井字旗”为军旗，于八日后在新军响应下经激战攻克重镇惠州。陈炯明任循军总司令、邓铿任参谋长。11月廣東宣佈獨立，成立軍政府，鄧任陸軍司司長。
1913年二次革命時，邓铿響應孫中山，失敗後避往日本，曾助孫組織中華革命黨。之後回廣東討袁世凱。1914年10月，孙文遣邓铿、朱执信分赴香港、澳门设立机关，策划反袁讨龙行动。邓铿负责策反惠州、潮州、韶关、增城、龙门、香山、江门等地的军队。该月下旬，增城、龙门、惠州驻军经邓铿策动相继起事，皆被济军迅速镇压。1917年孫中山回廣東護法，鄧任粵軍參謀，與陳炯明率粵軍赴潮梅一帶發展。
1920年10月，陳炯明率粵軍驅逐桂军莫榮新。8月16日，在桂军主力尚未到达粤闽边境之际，粤军先发制人，以20个营留守闽南。陈炯明亲自与参谋处处长叶举指挥中路、以参谋长邓铿指挥左路、以第二军军长许崇智指挥右路，指挥82个营的兵力发动全线攻势，第一次粤桂战争打响。由邓铿率领的左路军自诏安出发越过边境，于黄冈、澄海大破敌军，逼近汕头。
11月2日，入城粤军召开欢迎粤军凯旋大会。11月28日孫中山重回廣州，展開第二次護法。此時粵軍決定延攬廣東軍界精英組建粵軍第一師，由鄧鏗為師長。粵軍第一師軍官多數為保定軍校畢業生，訓練教育士氣俱佳，日後發展成為國民革命軍第四軍，是北伐時國軍主力；而粵軍第一師內更不乏日後叱吒一時的風雲人物。1921年底，孫中山建立大本營進行北伐，由鄧鏗於後方策劃軍需及糧餉。此後陳炯明與孫之關係愈加緊張。1922年3月21日，鄧鏗從香港公幹後回廣州，於廣九鐵路大沙頭站被人開鎗暗殺。鄧中彈後送院，延至23日逝世。被追贈為陸軍上將，葬於黃花崗七十二烈士墓側。

## 兇手謎團

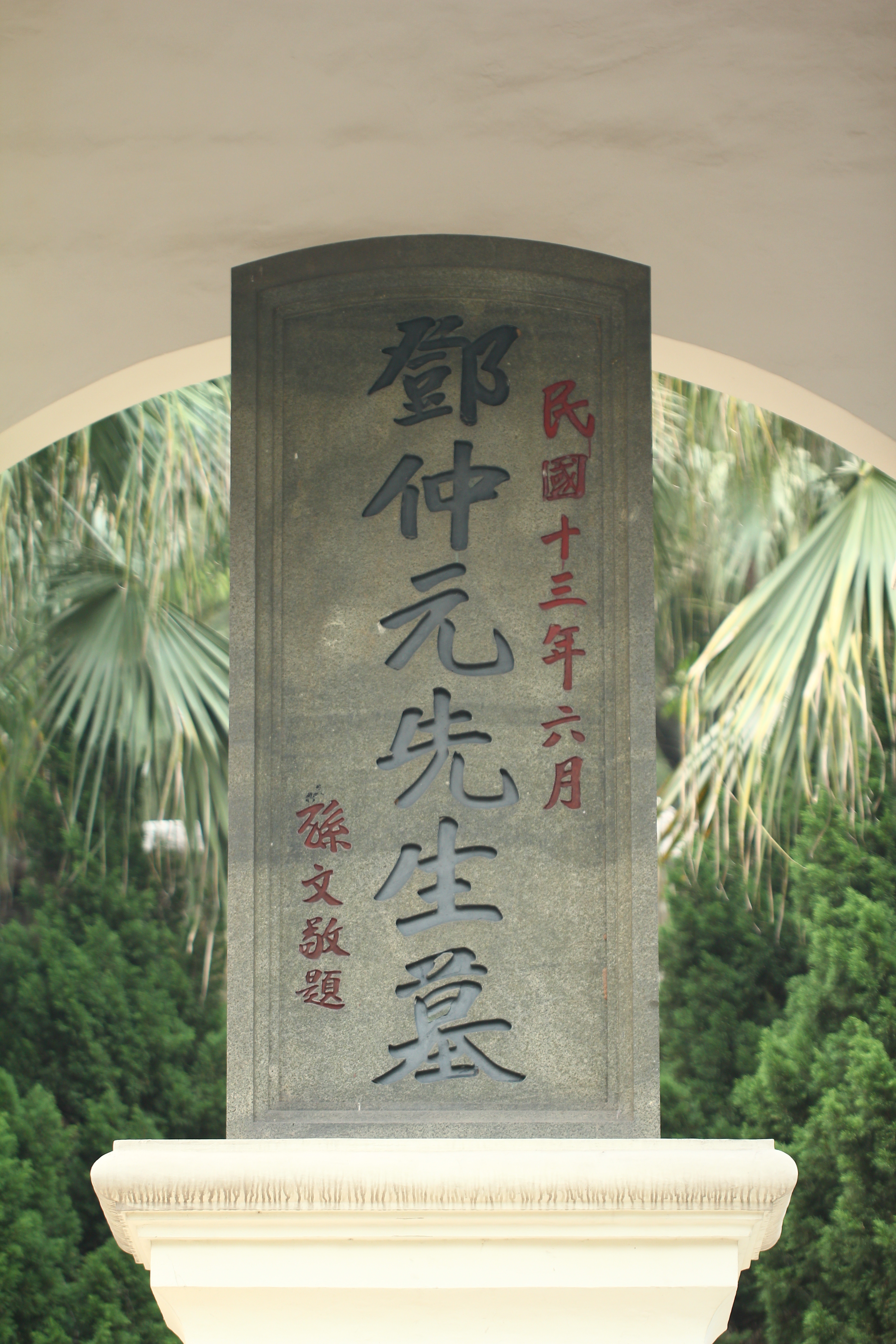
邓仲元墓，位于广州黄花岗

1922年3月21日鄧鏗自香港返回廣州時在廣九車站遇刺，張發奎口述自傳中張說到:「無疑，此案是陳炯明親信的助手葉舉策劃的。鄧鏗的遇刺身死，使孫大總統失去了他的右臂」
暗殺鄧鏗者為誰人指使，至今仍然有爭議。中國國民黨和中國共產黨的官方历史观点一直认为是由于鄧鏗支持孙中山北伐，以至为上司陈炯明指使人所暗殺。据代表国民党官史的，由《香江晨报》编辑部鲁直之、谢盛之、李睡仙所编的《陳炯明叛國史》：「鄧被刺，抬入總司令部，曾向大眾嘆氣言曰：『我知參謀長地位危險，何必自己人殺自己人。』有問兇手為誰者，鄧又嘆氣，謂：『我認得，真不料他殺我。』」也有声音质疑此段记载的真实性，因为邓铿在受伤后马上返回省署（陈炯明办公的地方），又命人通知陈炯明。后来陈炯明辞职离开广州时，“邓仲元（铿）夫人及邓之介弟闻讯，赶至车站送行，陈与之谈话甚久，语及邓仲元身后时局之状况，相对泣下。”可见邓的亲属都不认为陈炯明是幕后黑手，陈邓两家还一直保持着通家之好。
汪荣祖的《邓铿之死真相探索》引英国领事占武臣（J.W. Jamieson）于1922年4月22日发给北京使馆的电文，“It has also become publicly known that the murder of his late Chief of Staff Teng Keng was instigated by the Kuo Min Tang”和“and that other assassinations were doubtless contemplated”，以及美国驻广州副领事声称得自广州的外国情报，谋杀邓铿的只有二个可能，一是广西派党徒幹的，另一是国民党特务幹的，作为对陈炯明的警告。由此认为是国民党所策划。但文中所称未能排除外国人士由publicly known的街谈巷议中得到结论，其它证据文中未能给出。

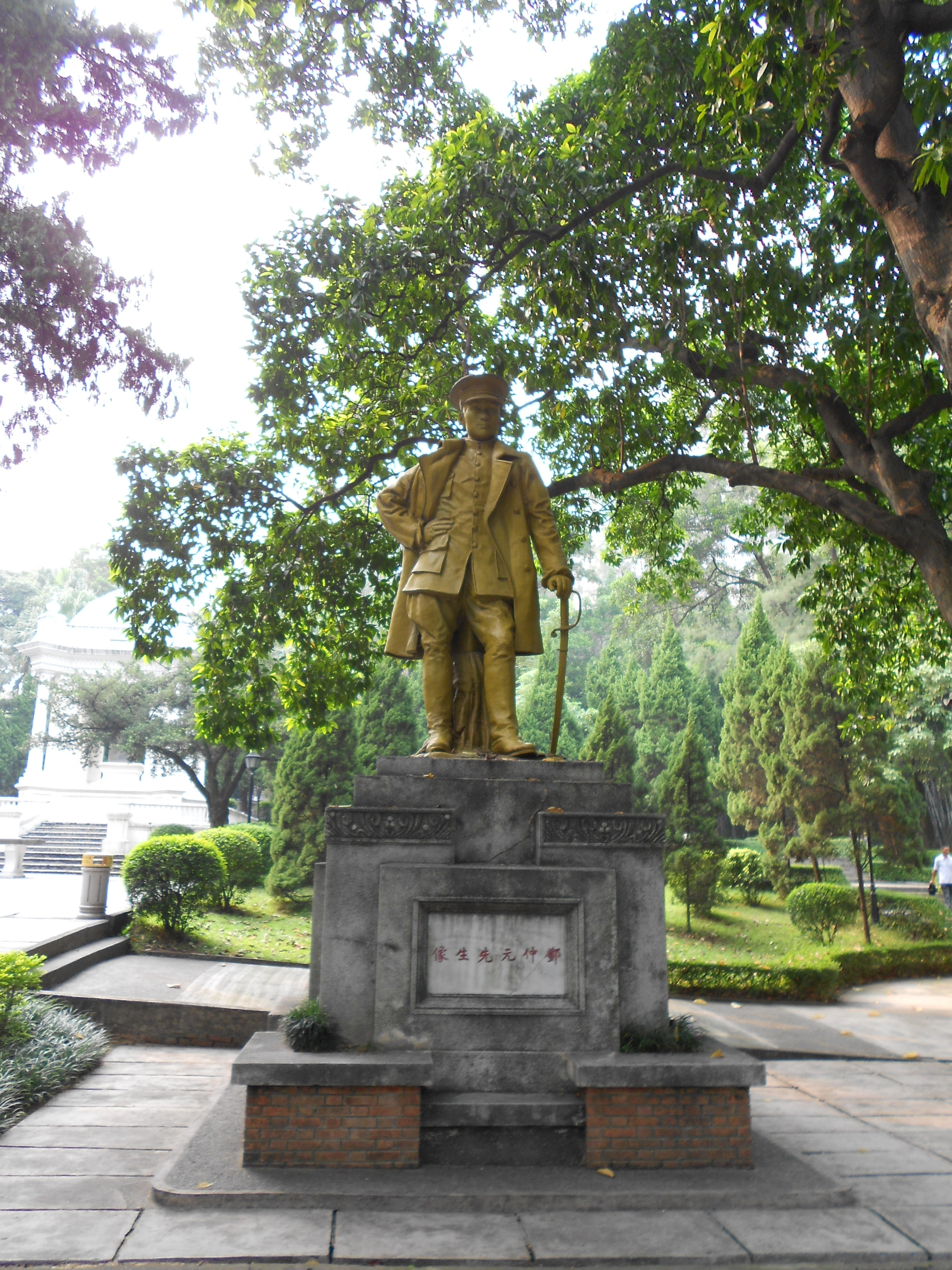
鄧仲元先生像

黃花崗起義时的四大队长之一莫纪彭，邓铿在清末即相识，他认为邓铿不是陈炯明所杀，而是為鴉片商所暗殺，因為鄧鏗在廣州厲行禁毒：
（一）「竞存（陈炯明）决定下野，搭车返惠州时，余往送行，见邓妻犹亲往车站送行，且登车坐竞存侧，如果真有杀夫之仇，则竞存已下野，邓妻可不必再来送行，尤其不必登车惜别也」；「邓铿为竞存之部将，地位悬殊，竞存万无疑忌之必要，仲元（邓铿）亦不会有觊觎之野心，并且两人为惠州一带同乡，辛亥惠州光复之役，仲元即参与，以后始终追随竞存，竞存之部将多起自草莽，仅仲元一人受正规军官教育，因此甚获竞存之荷重，屡加擢升，终畀以粤军参谋长兼第 一师长之要职」。（二）「仲元之死，实因缉获大批走私鸦片，广州烟商恨之入骨，而必欲致之死命也」。他的依据是：「缉捕鸦片走私，虽非总司令部参谋长之职责，但邓铿素性苛细……迳行押送省长公署，烟商遂无活动转圜之余地。此批烟土价值至昂，烟商痛心之余，乃必欲杀之以泄恨。」 
收藏家罗林虎指出，鄧鏗经常直接指挥憲兵，缉拿偷运烟土之徒，其中以在广州晏公街缉获鸦片200多担为最大一宗，经查是陈炯明部属第二师师长洪兆麟和陈炯明的族人陈觉民等合谋所为。缉获后，鄧鏗即召集各界代表及各国驻穗领事，共同监视烧毁，时人称颂为林则徐后第二次焚毁鸦片。因此，洪兆麟等有很大嫌疑。按美国武官费龙少校（Major Philoon）报告，「谋杀邓铿的同时，陈的第二师师长洪兆麟离开他的汕头总部前往上海。」
广州文史学者陈晓平研究了法庭档案等文件后，认为以陈炯明不会下令刺杀邓铿，但陈的部下陈达生、黄福芝是刺杀真凶，他们因为走私鸦片被邓铿没收，借刺杀清除营利谋私的障碍。:206陈炯明在事后出于利益考虑没有真正实施缉凶，有包庇犯罪之嫌。:206陈晓平并指出以往研究及争论的谬误，因为孙派坚称刺杀是陈炯明下令，故长期以来因此被诘难。:198陈炯明固然无刺杀动机，但陈炯明的亲信走私烟土营利，邓铿被刺当日，其憲兵从水警厅长座驾船搜出价值数十万元以上的烟土，莫纪彭说“烟商痛心之余，乃必欲杀之以泄恨”，没有明言“烟商”是陈炯明亲信，但同日的广州《大同报》报道“大人物运土被获续讯”，已表明“烟商”身份。:199